# Lutio Compasso
Lutio Compasso (* um 1560; † unbekannt) war ein italienischer Tänzer und Verfasser eines Traktates zur Galliarde.

## Leben
Biografische Daten zu seiner Person sind kaum bekannt. Wie aus dem vollständigen Titel seines Traktates über den Galliarde-Tanz hervorgeht, wurde Lutio Compasso entweder in Rom geboren oder er hat dort über längere Zeit gelebt. Zumindest bezeichnet sich darin Compasso selbst als „Römer“.

## Ballo della Gagliarda
Das einzige aus seiner Feder bekannte Werk ist der Traktat Ballo della Gagliarda (Firenze 1560). Dies ist das erste gedruckte Dokument zur Tanzpraxis im neuen Stil. Das bislang einzige bekannte Originalexemplar liegt in der Württembergischen Landesbibliothek in Stuttgart. Seit 1995 liegt auch eine kommentierte Faksimile-Edition vor.
Der Traktat ist Francesco I. de’ Medici, dem späteren Großherzog der Toskana, gewidmet. In der Widmungsvorrede spricht Compasso Francesco de’ Medici als seinen Patron an. Über die näheren Umstände dieses Patronats ist jedoch nichts Näheres bekannt. Compasso dürfte zur Zeit der Drucklegung des Traktates (1560) für Francesco Medici gearbeitet haben bzw. in Florenz tätig gewesen sein. Später muss Compasso wieder in die Gegend von Rom und Neapel zurückgekehrt sein. Cesare Negri erwähnt in seinem Traktat Le Gratie d’Amore (1602) Compassos Ballo della Gagliarda und beschreibt diesen als einen ausgezeichneten Galliarde-Tänzer, der in Rom und Neapel eine erfolgreiche Tanzschule unterhielt.
Compassos Ballo della Gagliarda ist ein 30 Seiten umfassender Traktat mit insgesamt 206 Schrittvariationen zur Galliarde: 32 leichte (Mutanze scempie), 53 doppelte (Mutànze doppie) und 121 der schwierigsten und schönsten Galliarde-Variationen (le Mutanzie piu difficili e piu belle). Bei letzteren Variationen von vier, fünf oder sechs Tempi ist eine eindeutige Zuordnung der Schritte zur Musik nicht möglich. Compassos Ballo della Gagliarda ist die erste einer Reihe von Tanzschriften, in denen improvisatorisch auszuführende Tänze, wie Canario, Gagliarda, Passo e mezo und Tordiglione beschrieben sind (siehe auch Prospero Lutij 1589; Livio Lupi 1600) (21607).
Zudem beinhaltet der nur in einem Exemplar handschriftlich überlieferte Traktat Maestro di Balli (1614) von Ercole Santucci einen Contrapasso in Sesto di Lutio Compasso Romano (S. 451–454).